# 布朗杜埃
布朗杜埃（法語：Blandouet，法語發音：[blɑ̃dwɛ]）是法国马耶讷省的一个旧市镇，属于拉瓦勒区。2017年，布朗杜埃与市镇埃尔沃河畔圣让合并为新市镇布朗杜埃-圣让。

## 地理
布朗杜埃（48°3'4"N, 0°19'43"W）面积11.33 平方千米，位于法国卢瓦尔河地区大区马耶讷省，该省份为法国西北部内陆省份，北起芒什省和奧恩省，西接伊勒-维莱讷省，南至曼恩-卢瓦尔省，东临萨尔特省。
与布朗杜埃接壤的市镇（或旧市镇、城区）包括：沙姆、埃尔沃河畔圣让、圣苏珊和沙姆、托尔塞维维耶-昂沙尔尼、圣但尼多尔克、圣苏珊。

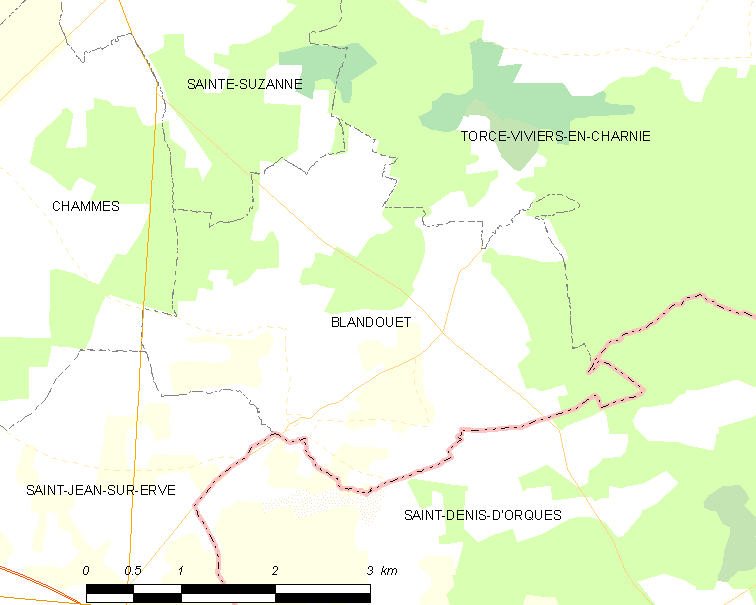
布朗杜埃的OSM定位图

布朗杜埃的时区为UTC+01:00、UTC+02:00（夏令时）。

## 行政
布朗杜埃的邮政编码为53270，INSEE市镇编码为53032。

## 政治
布朗杜埃所属的省级选区为梅莱迪迈讷县。

## 人口

1962-2008年间布朗杜埃人口变化图示

布朗杜埃于2018年1月1日时的人口数量为195人。